# نیکربازین
نیکربازین (به انگلیسی: Nicarbazin) با فرمول شیمیایی C۱۹H۱۸N۶O۶ یک ترکیب شیمیایی با شناسه پاب‌کم ۹۵۰۷ است. که جرم مولی آن ۴۲۶٫۳۸ g/mol می‌باشد. 